# Oliver Smithies
Oliver Smithies, angleško-ameriški biokemik, molekularni biolog in akademik, nobelovec, * 23. junij 1925, Halifax, Anglija, Združeno kraljestvo, † 10. januar 2017, Chapel Hill, Severna Karolina, Združene države Amerike.
Kot raziskovalec in kasneje profesor na Univerzi Wisconsina–Madison je prispeval več pomembnih odkritij na področju molekularne biologije, predvsem uporabo homologne rekombinacije za ciljanje genov, močno orodje za preučevanje funkcije genov v organizmih in posredno vzrokov za genske bolezni. Za to odkritje je z Mariom Capecchijem, ki je neodvisno razvil isto tehniko, in Martinom Evansom, ki je gensko transformiral izolirane mišje matične celice, leta 2007 prejel Nobelovo nagrado za fiziologijo ali medicino.

## Življenjepis
Odraščal je v Yorkshiru kot sin zavarovalniškega agenta in učiteljice na tehniškem kolidžu. Že zgodaj se je začel zanimati za tehniko in je za hobi sestavljal elektronske aparate ter teleskope. Zaradi nadarjenosti je bil sprejet na elitno srednjo šolo v svojem kraju, ki je bila odskočna deska za študij fiziologije na Univerzi v Oxfordu. Po diplomi je pridobil še diplomo iz kemije in nato vpisal doktorski študij biokemije pod mentorstvom Sandyja Ogdena, kjer je raziskoval interakcije beljakovin s pomočjo osmotskega tlaka. Po doktoratu je na mentorjevo prigovarjanje odšel v Združene države Amerike, kjer je dobil položaj raziskovalca na Univerzi Wisconsina v Madisonu.
Po obdobju podoktorskega usposabljanja v Madisonu, kjer je spoznal svojo prvo ženo Louise Kitze, je moral zaradi vizumskih omejitev zapustiti državo, zato sta z ženo odšla v Kanado. Tam je Smithies dobil delo raziskovalca v laboratoriju za inzulin v sklopu Univerze v Torontu. Lotil se je iskanja prekurzorja inzulina, ki naj bi kontaminiral odmerke za terapevtsko uporabo, vendar je bila takrat razširjena tehnika ločevanja beljakovin, elektroforeza na filter papirju, neprimerna. Smithies se je zato domislil uporabe škrobovega gela, skozi katerega velike molekule lažje prehajajo, in naslednjih nekaj mesecev izboljševal tehniko. To je bil njegov prvi pomembnejši prispevek znanosti – gelska elektroforeza je omogočila mnogo preciznejše ločevanje beljakovin in že med začetnim preskušanjem je Smithies odkril vrsto prej neznanih beljakovin v krvni plazmi. Isto tehniko uporabljajo raziskovalci še zdaj, le da je škrob nadomestil sintetični poliakrilamid.
Takrat je njegovo pozornost pritegnila genetika, ko je s svojo novo metodo odkril dedne razlike med beljakovinami v vzorcih. Raziskave inzulina ni nikoli končal, namesto tega se je usmeril v medicinsko genetiko s pomočjo Norme Ford Walker, predstojnice oddelka za medicinsko genetiko v tamkajšnji pediatrični bolnišnici. Leta 1955 se je vrnil na Univerzo Wisconsina, kjer je deloval najprej kot asistent in sčasoma napredoval do položaja rednega profesorja. V tem obdobju je razpadel njegov prvi zakon; Smithies je izkoristil spremembo, da je izpolnil svojo mladostno željo in opravil izpit za pilota (šele ko se je začel resneje ukvarjati z idejo, je ugotovil, da njegova huda barvna slepota ni ovira). Hkrati se je naučil eksperimentalnega dela z DNK, kjer je njegovo pozornost pritegnilo homologno prekrižanje kot predvidljiv proces, ki bi ga bilo možno izkoristiti za ciljanje genov.
V začetku 1980. let se je ukvarjal s srpastocelično anemijo in prišel na idejo, da bi zdrav genetski material umetno vnesel v celico z okvarjeno kopijo gena. V tem času je Martin Evans odkril, da lahko s transformacijo matičnih celic pri poskusnih živalih – laboratorijskih miših vzgoji odrasle osebke z želenimi mutacijami in Smithies se je pri njem poučil o tej tehniki ter se lotil popravljanja genov. Skoraj istočasno je Evansa obiskal Mario Capecchi in se lotil ciljnega izbijanja genov. Obe skupini sta nato tri leta razvijali vsaka svojo tehniko ter, spet skoraj istočasno, uspeh objavili v reviji Nature.
V Wisconsinu je ostal do leta 1988; v osemdesetih se je zbližal s takratno podoktorsko raziskovalko Nobuyo Maeda, s katero se je kasneje poročil, vendar ona ni mogla dobiti službe na univerzi. Zato sta odšla na Univerzo Severne Karoline v Chapel Hillu, kjer sta dobila položaj raziskovalcev oba. V zadnjem obdobju svoje kariere se je ukvarjal z genetskimi vplivi na kompleksne zdravstvene težave, kot je visok krvni tlak, kjer je vzrok delno genetski, delno okoljski. Z majhnimi, postopnimi spremembami genotipa pri miših je kartiral različne vpletene gene in presojal, koliko vplivajo.
Vitalen in aktiven je ostal do visoke starosti. Še pri starosti sedemdeset in več let je hodil v svoj laboratorij delat vseh sedem dni v tednu. Z ženo Nobuyo je živel v Chapel Hillu, nedaleč stran od univerze.

## Priznanja
Smithies je že pred svojim najpomembnejšim odkritjem užival precejšen ugled kot znanstvenik in bil leta 1971 sprejet za člana ameriške Nacionalne akademije znanosti, leta 1978 za člana Ameriške akademije umetnosti in znanosti in leta 1998 za tujega člana britanske Kraljeve družbe.
Odkritja Evansa, Capecchija in Smithiesa na temo homologne rekombinacije so ustvarila močno platformo za preučevanje funkcije genov in odprla živahno raziskovalno področje (pri tem se izbijanje genov uporablja bolj množično od popravljanja). Trojica je leta 2001 prejela nagrado Alberta Laskerja za temeljne medicinske raziskave, Smithies in Capecchi pa leta 2002 tudi Wolfovo nagrado za medicino. Leta 2007, skoraj 20 let po prelomni objavi, so vsi trije prejeli Nobelovo nagrado za fiziologijo ali medicino.